# Viveca Lärn

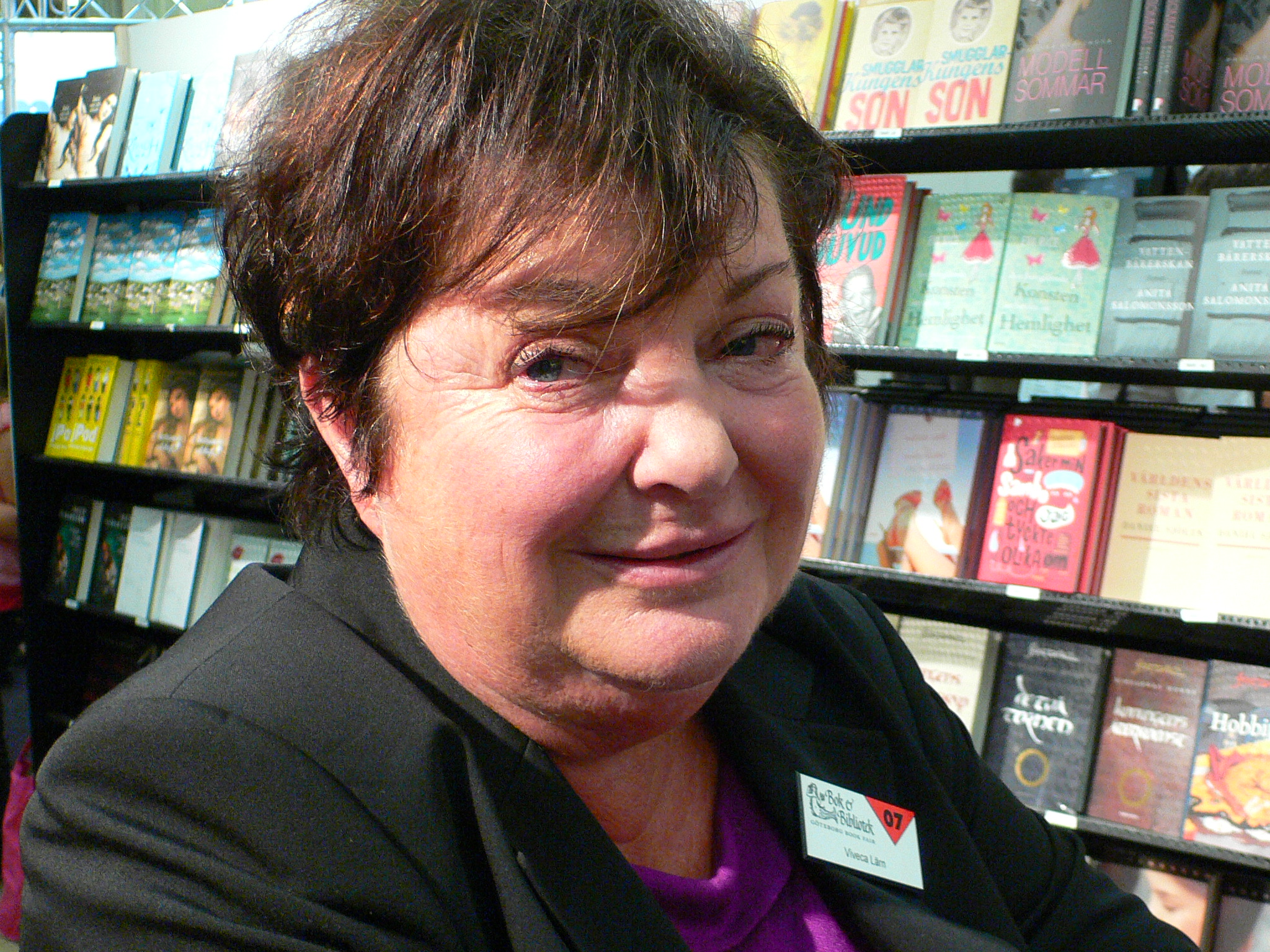
Viveca Lärn

Viveca Lärn (* 6. April 1944 in Göteborg) ist eine schwedische Kinderbuchautorin und Schriftstellerin. Von 1970 bis 1994 verwendete sie den Namen Viveca Sundvall.

## Werke (Auswahl)
- Schwein gehabt, Eddie! (Eddie hittar guld)
- Eddie und Maxon Jaxon (Eddie och Maxon Jaxon)
- Sommer auf Saltön (Midsommarvals & Hummerfesten)
- Mein Bruder ist immer noch mein Bruder (Bland fimpar och rosor)
- Alles wegen Valentino (En barkbåt till Eddie)
- Datteln und Dromedare (Dadlar och dromedarer)
- Doris reißt aus (Doris på rymmen)
- Mein großer Freund von nebenan
- Frühling auf Saltön
- Weihnachten auf Saltön (En fröjdefull jul)
- Johanna, die beste Freundin der Welt (Eddie och Johanna)

### Mimi-Reihe
| Deutscher Titel                                                  | Originaltitel                    | Erstveröffentlichung | Form                                                                         |
| ---------------------------------------------------------------- | -------------------------------- | -------------------- | ---------------------------------------------------------------------------- |
| Mimi und das Monster im Schrank                                  | Monstret i skåpet                | 1979                 | Roman                                                                        |
| Mimi in der ersten Klasse                                        | En ettas dagbok                  | 1982                 | Roman                                                                        |
| Meine Freundin Roberta und der König/Mimi, Roberta und der König | Roberta Karlsson och kungen      | 1983                 | Roman                                                                        |
| Roberta, mein Tagebuch und ich/Mimi, Roberta und das Tagebuch    | Vi smyger på Enok                | 1985                 | Roman                                                                        |
| Mimi und die Kalte Hand/Mimi und die kalte Hand                  | Mimmi och kalla handen           | 1985                 | Roman                                                                        |
| Mimis allerbester Freund                                         | Vingmuttern, min allra bästa vän | 1986                 | Roman                                                                        |
|                                                                  | Mimmis bok                       | 1986                 | Sammelband (En ettas dagbok, Roberta Karlsson och kungen, Vi smyger på Enok) |
| Mimi und die Keksfabrik                                          | Mimmi och kexfabriken            | 1988                 | Bilderbuch                                                                   |
| Mimi und der Millionärsklub/Mimi und der Millionärsclub          | Miljonären Mårtenson             | 1989                 | Roman                                                                        |
| Wie Mimi einen Großvater bekam                                   | Mimmi får en farfar              | 1990                 | Bilderbuch                                                                   |
|                                                                  | Mera Mimmi                       | 1994                 |                                                                              |
|                                                                  | Mimmi och Anders                 | 1996                 |                                                                              |

## Verfilmungen
- 1985: En ettas dagbok (Miniserie, Verfilmung des Buchs Mimi in der ersten Klasse)
- 1988: Mimmi (Fernsehserie, Verfilmung der Mimi Bücher)
- 1994: Håll huvet kallt (Fernsehadventskalender, Verfilmung von Johanna, die beste Freundin der Welt)
- 2005–2017 Saltön (Fernsehserie, basierend auf den Saltön Büchern)

## Auszeichnungen
- Preis der schwedischen Kinderbuchjury, 2001
- Nils-Holgersson-Plakette
- Astrid-Lindgren-Preis, 1985